# قرار مجلس الأمن التابع للأمم المتحدة رقم 274
قرار مجلس الأمن التابع للأمم المتحدة رقم 274،المعتمد بالاجماع يوم 11 ديسمبر 1969. بعد التأكيد على القرارات السابقة بشأن هذا الموضوع، ومشيرا إلى التطورات المشجعة الأخيرة، فإن مجلس الأمن مدد ولاية قوة الأمم المتحدة لحفظ السلام في قبرص لفترة أخرى تنتهي في 15 يونيو 1970. كما دعا المجلس الأطراف المعنية مباشرة إلى مواصلة العمل بأقصى درجات ضبط النفس والتعاون الكامل مع قوة حفظ السلام.